# Richard Anthony Salisbury
Richard Anthony Salisbury, född 2 maj 1761 i Leeds, död 23 mars 1829 i London, var en brittisk botaniker.

## Biografi
Salisbury föddes i Leeds som son till Richard Markham. Han bytte efternamn till Salisbury i samband med ett finansiellt arrangemang med avsikt att trygga Salisburys studier. Det har hävdats att denna uppgörelse gjordes med en Anna Salisbury, som var släkt med Salisburys genom äktenskap, men detta har visat sig vara en fiktion.
Han gifte sig 1796 med Caroline Staniforth och de fick en enda dotter, Eleanor, 1797. Kort därefter separerade de två.
Salisbury var en stark motståndare till Linnés systematik, vilket i sin tur fick andra att betrakta Salisburys arbete med bristande respekt. 
Auktorsnamnet Salisb. kan användas för Richard Anthony Salisbury i samband med ett vetenskapligt namn inom botaniken; se Wikipediaartiklar som länkar till auktorsnamnet.